# Daniel Scioli
Daniel Scioli (ur. 13 stycznia 1957 w Buenos Aires) – argentyński polityk i przedsiębiorca, wiceprezydent Argentyny od 25 maja 2003 do 10 grudnia 2007 podczas prezydentury Néstora Kirchnera, od 10 grudnia 2007 do 10 grudnia 2015 gubernator prowincji Buenos Aires.
Daniel Scioli jest członkiem Partii Justycjalistycznej, od 29 czerwca do 11 listopada 2009 oraz od 27 października 2010 do 9 maja 2014 pełnił funkcję jej przewodniczącego.
W 2015 zdecydował się startować w wyborach prezydenckich w Argentynie, otrzymując poparcie ustępującej prezydent Cristinę Fernández de Kirchner. W I turze, która odbyła się 25 października 2015, zdobył 37.08%% przechodząc do II tury razem z Mauricio Macrim, burmistrzem Buenos Aires, który zdobył 34.15%. W wyniku pierwszej w historii drugiej tury wyborów z 22 listopada 2015 przegrał II turę i wybory uzyskując 48.56% głosów ważnych (12 198 441 głosów), pokonując w głosowaniu kandydata, opozycyjnej koalicji centroprawicowej "Zmiana".